# Gewichtheffen op de Olympische Zomerspelen 2016 – klasse boven 105 kilogram mannen
Het gewichtheffen in de klasse boven 105 kilogram voor mannen op de Olympische Zomerspelen 2016 vond plaats op dinsdag 16 augustus. Regerend olympisch kampioen was Behdad Salimi uit Iran. Hij kwam tijdens deze Spelen in actie en kon derhalve zijn titel verdedigen; hij voltooide de wedstrijd echter niet. De totale score die een gewichtheffer behaalde was de som van zijn beste resultaten in het trekken en het voorslaan en uitstoten, met de mogelijkheid tot drie pogingen in elk onderdeel. In deze gewichtsklasse deden drieëntwintig atleten mee, afkomstig uit negentien verschillende landen: Armenië, Duitsland, Georgië en Oezbekistan waren tweemaal vertegenwoordigd.
De Georgiër Lasja Talachadze won het olympisch goud met een totaalscore van 473 kilogram, een nieuw wereld- en olympisch record. Titelverdediger Salimi trok een nieuw wereldrecord op het eerste onderdeel, 216 kilogram, maar slaagde bij geen van zijn drie pogingen op het onderdeel stoten. Daardoor eindigde hij buiten de ranglijst. Stafleden van de Iraanse ploeg reageerden furieus op een in hun ogen discutabel jurybesluit bij Salimi's laatste poging, waarop beveiligers er aan de pas moesten komen om de rust in de zaal te herstellen.

## Records
Voorafgaand aan het toernooi waren dit de wereldrecords en de olympische records.
| Wereldrecord     | Trekken | Behdad Salimi     | 214 kg | Parijs | 13 november 2011  |
| Wereldrecord     | Stoten  | Hossein Rezazadeh | 263 kg | Athene | 25 augustus 2004  |
| Wereldrecord     | Totaal  | Hossein Rezazadeh | 472 kg | Sydney | 26 september 2000 |
| Olympisch record | Trekken | Hossein Rezazadeh | 212 kg | Sydney | 26 september 2000 |
| Olympisch record | Stoten  | Hossein Rezazadeh | 263 kg | Athene | 25 augustus 2004  |
| Olympisch record | Totaal  | Hossein Rezazadeh | 472 kg | Sydney | 26 september 2000 |

## Uitslag
| rang   | naam                   | land           | groep | gewicht | trekken (kg) | trekken (kg) | trekken (kg) | trekken (kg) | stoten (kg) | stoten (kg) | stoten (kg) | stoten (kg) | totaal    |
| rang   | naam                   | land           | groep | gewicht | 1            | 2            | 3            | Score        | 1           | 2           | 3           | Score       | totaal    |
| ------ | ---------------------- | -------------- | ----- | ------- | ------------ | ------------ | ------------ | ------------ | ----------- | ----------- | ----------- | ----------- | --------- |
| Goud   | Lasja Talachadze       | Georgië        | A     | 157,34  | 205          | 210          | 215          | 215          | 242         | 247         | 258         | 258         | 473 WR OR |
| Zilver | Gor Minasyan           | Armenië        | A     | 143,67  | 200          | 207          | 210          | 210          | 236         | 241         | 241         | 241         | 451       |
| Brons  | Irakli Turmanidze      | Georgië        | A     | 135,58  | 197          | 203          | 207          | 207          | 228         | 235         | 241         | 241         | 448       |
| 4      | Ruben Aleksanyan       | Armenië        | A     | 151,64  | 186          | 193          | 195          | 195          | 245         | 254         | 254         | 245         | 440       |
| 5      | Fernando Reis          | Brazilië       | A     | 154,58  | 190          | 195          | 195          | 195          | 240         | 245         | 247         | 240         | 435       |
| 6      | Rustam Djangabaev      | Oezbekistan    | B     | 145,88  | 185          | 190          | 195          | 195          | 230         | 237         | 237         | 237         | 432       |
| 7      | Mart Seim              | Estland        | A     | 149,10  | 187          | 187          | 191          | 187          | 243         | 250         | 255         | 243         | 430       |
| 8      | Jiří Orság             | Tsjechië       | A     | 127,27  | 185          | 190          | 191          | 185          | 230         | 240         | 243         | 240         | 425       |
| 9      | Almir Velagić          | Duitsland      | A     | 149,17  | 188          | 192          | 192          | 188          | 232         | 240         | 242         | 232         | 420       |
| 10     | Péter Nagy             | Hongarije      | B     | 158,86  | 182          | 188          | 193          | 193          | 218         | 227         | 234         | 227         | 420       |
| 11     | Sardorbek Dustmurotov  | Oezbekistan    | B     | 109,79  | 170          | 175          | 179          | 179          | 225         | 232         | 240         | 232         | 411       |
| 12     | Aliksej Mzhachyk       | Wit-Rusland    | B     | 135,60  | 180          | 187          | 187          | 187          | 215         | 220         | 224         | 224         | 411       |
| 13     | Walid Bidani           | Algerije       | B     | 123,46  | 180          | 185          | 190          | 190          | 210         | 211         | 220         | 220         | 410       |
| 14     | Fernando Salas         | Ecuador        | B     | 162,50  | 171          | 181          | 184          | 184          | 211         | 221         | —           | 221         | 405       |
| 15     | Man Asaad              | Syrië          | B     | 143.42  | 180          | 187          | 187          | 180          | 220         | 233         | 233         | 220         | 400       |
| 16     | Alexej Prochorow       | Duitsland      | B     | 138,31  | 180          | 185          | 185          | 180          | 207         | 215         | 220         | 215         | 395       |
| 17     | Igor Olshanetskyi      | Israël         | B     | 129,54  | 160          | 165          | 170          | 165          | 200         | 206         | 207         | 207         | 372       |
| 18     | Ondrej Krúžel          | Slowakije      | B     | 118,64  | 160          | 165          | 170          | 165          | 200         | 200         | 206         | 206         | 371       |
| 19     | Ihor Shymechko         | Oekraïne       | B     | 129,75  | 170          | 175          | 175          | 170          | 190         | 195         | 200         | 195         | 365       |
| —      | Behdad Salimi          | Iran           | A     | 169,79  | 206          | 211          | 216          | 216 WR       | 245         | 245         | 245         | —           | —         |
| —      | Chen Shih-chieh        | Chinees Taipei | B     | 151,66  | 185          | 193          | 193          | 185          | 235         | 235         | 235         | —           | —         |
| —      | Ahmed Mohamed          | Egypte         | A     | 143,88  | 185          | 190          | 192          | 190          | —           | —           | —           | —           | —         |
| —      | Hojamuhammet Toychiyev | Turkmenistan   | A     | 144,71  | 193          | 193          | 193          | —            | —           | —           | —           | —           | —         |